# Made in France (chanson)
Pour les articles homonymes, voir Made in France (homonymie).
Singles de Mireille Mathieu
Les Avions, les Oiseaux
(1985) La Liberté sur l'Atlantique
(1986)
Pistes de La Demoiselle d'Orléans
Evidemment C'était (le premier rendez-vous)
Made in France est une chanson interprétée par la chanteuse française Mireille Mathieu, publiée chez Ariola en France en 1985. 

## Crédits du 45 tours
Mireille est accompagnée par :
- le grand orchestre de Hervé Roy pour Made in France[1] ;
- le grand orchestre de Jean Claudric pour Comment est-elle ?[1].

La photo de la pochette est de Peter Wessbrich.

## Reprises
Made in France connaîtra une version allemande du même nom, se trouvant sur l'album allemand publié en 1986, In Liebe Mireille.

## Principaux supports discographiques
Les Avions, les Oiseaux se retrouve pour la première fois sur le 71e 45 tours français de la chanteuse sorti en 1985 chez Ariola avec ce titre en face A et Comment est-elle ? en face B . Elle se retrouvera ensuite pour la première fois sur un CD près de 20 ans après, sur la triple compilation Platinum Collection publiée en 2005 mais aussi sur la triple compilation publiée en 2014, Une vie d'amour.